# مسجد محمد امین
مسجد محمد امین مسجدی در نزدیکی میدان شهدا (بیروت) در مرکز شهر بیروت، در لبنان است. نمازگزاران این مسجد بیشتر مسلمانان اهل سنت اند. این مسجد بین سال‌های ۲۰۰۲ و ۲۰۰۷ ساخته شد و بانی آن نحست وزیر پیشین لبنان رفیق حریری است. وی را در جوار همین مسجد به خاک سپرده‌اند.
عزمی فاخوری معمار این مسجد با نگاهی به مشخصه‌های هنر عثمانی گنبد این مسجد را فیروزه‌ای رنگ انتخاب کرده است. از این نظر این مسجد با مسجد سلطان احمد در استانبول شباهت بسیار دارد.